# Tomás Fole
Tomás Javier Fole Díaz (Villagarcía de Arosa, 28 de enero de 1965) es un político español, diputado por Pontevedra en el Congreso durante la XII legislatura.

## Biografía
Licenciado en Ciencias Económicas y Empresariales y máster en Auditoría de Empresas. Asesor fiscal, entre 2007 y 2011 fue director general del Instituto de Promoción y Equipamiento del Suelo de la Diputación de Pontevedra. Presidente del Partido Popular de Villagarcía de Arosa desde 2003 hasta 2016. Fue candidato a la alcaldía de Villagarcía de Arosa en las elecciones municipales de 2003 y 2007 pero sin alcanzar la mayoría. Tras las elecciones municipales de 2011 fue elegido alcalde gracias al apoyo del concejal de IVIL, José Luis Rivera Mallo, quien más tarde se integró en el PP. En noviembre de 2016 fue elegido diputado en el Congreso tras la renuncia de Irene Garrido y José Balseiros. Causó baja del Congreso en 2019.